# 卢克丽霞 (委罗内塞)
《卢克丽霞》是保罗·委罗内塞的一幅布面油画，绘制于1585年。这幅画描绘卢克丽霞被塞斯图斯·塔奎尼乌斯强奸后自杀的故事。现藏于维也纳艺术史博物馆。
提香、伦勃朗和拉斐尔等艺术家的许多作品都曾表现过这个题材，而委罗内塞的画作引人注目的是对细节的关注，包括遮掩人物的帷幔和珠宝。